# Port Norris
Port Norris – jednostka osadnicza w Stanach Zjednoczonych, w stanie New Jersey, w hrabstwie Cumberland.